# Dissostichus
Dissostichus je rod ostnoploutvých ryb, který se vyskytuje ve studených vodách jižních oceánů. Český název je ledovka. Jednotlivci se mohou dožívat stáří i přes 50 let, dosahovat délky přes dva metry a hmotnosti přes 200 kg.
Rod obsahuje dva druhy, ledovku patagonskou (Dissostichus eleginoides), jež žije v mírnějších subantarktických vodách, a ledovku Mawsonovu (Dissostichus mawsoni), která pobývá v ledových vodách v blízkosti Antarktidy.